# パシール・リス駅
パシール・リス駅（パシール・リスえき、英語:Pasir Ris MRT Station）は、シンガポールにある、MRT東西線の高架駅。MRT東西線の東側の始発駅。

## 駅構造
島式1面2線のホームを持つ駅。
| A | ■東西線 | ブーン・レイ方面 |
| B | ■東西線 | ブーン・レイ方面 |

## 駅周辺
- DON DON DONKI Downtown East店（2021年4月15日オープン[1]）

## 歴史
- 1989年12月16日 開業
- 2009年11月1日 ホームドアが運用開始